# Davenport (California)
Davenport es un lugar designado por el censo ubicado en el condado de Santa Cruz en el estado estadounidense de California. Según el censo de 2010, contaban con una población de 408 habitantes.

## Geografía
Davenport se encuentra ubicado en las coordenadas 37°0′38″N 122°11′36″O / 37.01056, -122.19333.